# Леса Китая
Лес считается важной для государства экосистемой. К лесным угодьям Китая относятся не только собственно леса, но и заросли кустарников. Лесистость страны увеличилась с 12 % в 1981 году до 23 % в 2018 году. Площадь, покрытая лесами и кустарниками, удвоилась за этот же период, достигнув 220 млн га. По данному показателю Китай занял пятое место после США. В лесах накопилось 17,56 млрд м³ древесины, что стало шестым результатом после Канады. Соотношение натуральных лесов и плантаций постепенно выравнивается за счёт расширения последних. Китай лидирует в мире по площади рукотворных лесов. В естественных лесах, охраняемых от коммерческих рубок, сосредоточено основное биоразнообразие — тысячи видов древесных растений. Леса находятся в нескольких растительных регионах, включая пустыни, а мангры колонизировали даже морские заливы.

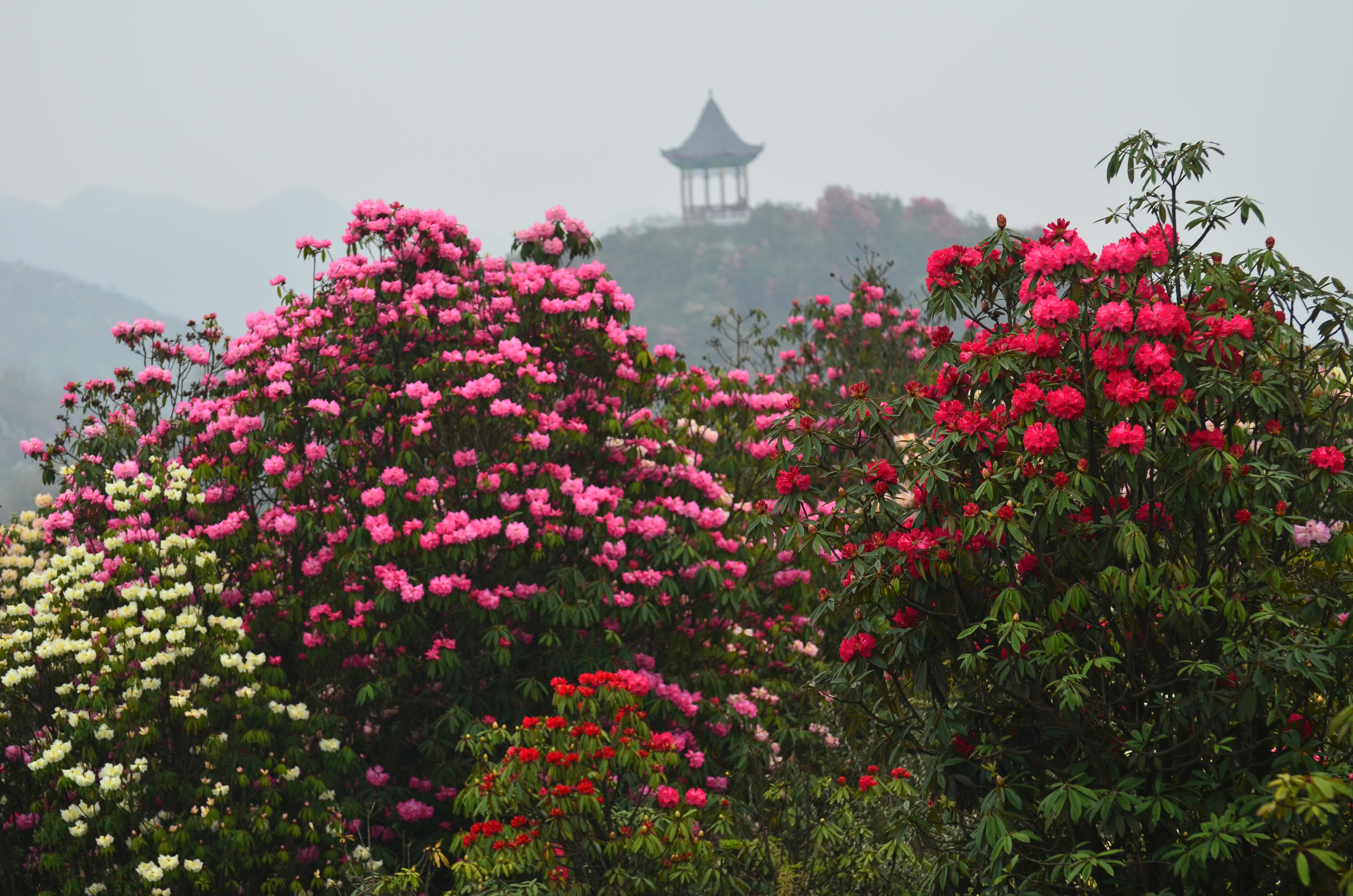
Рододендровый лес в Гуйчжоу

## Лесные ресурсы

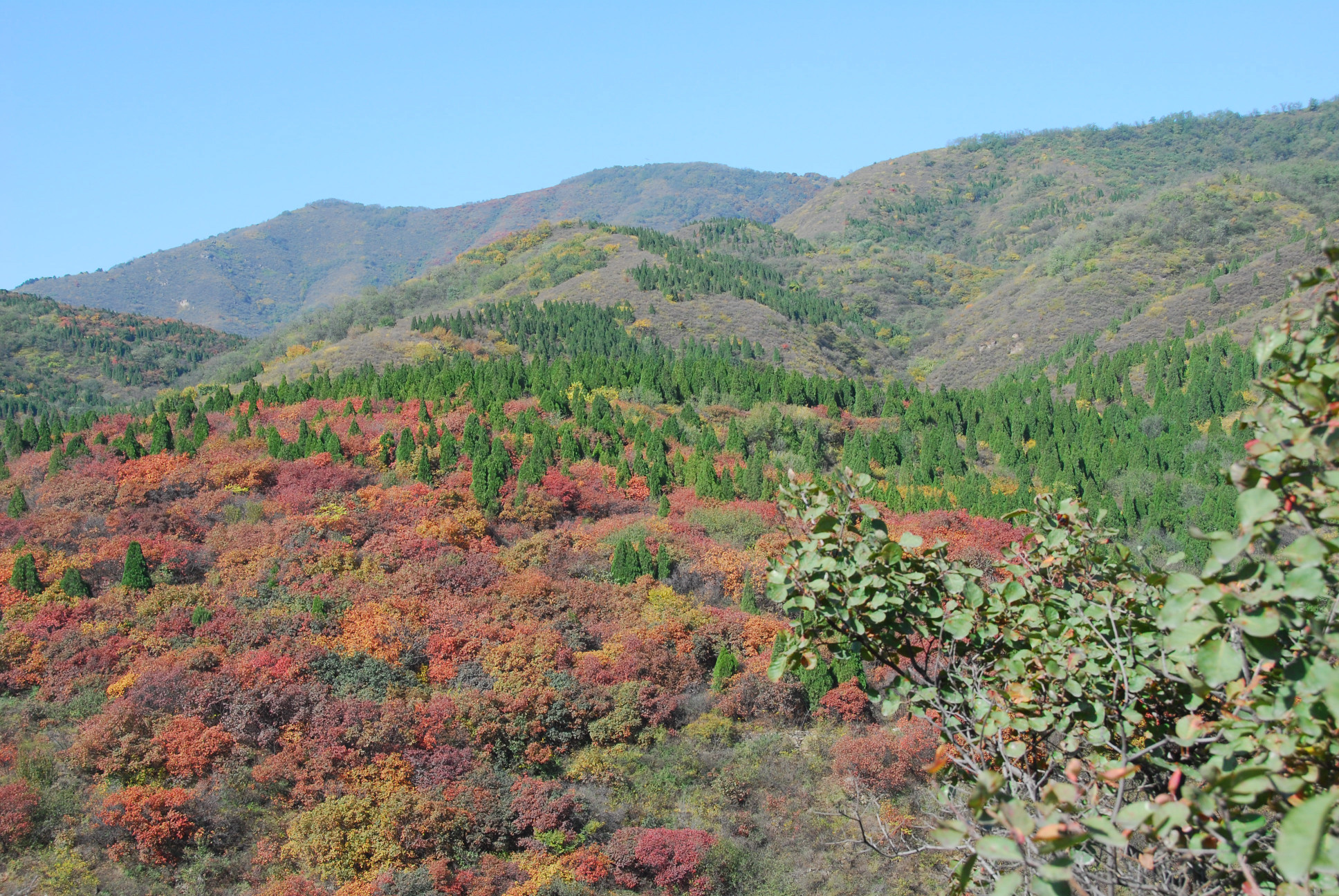
Горный Пекин

К середине XX века были практически истреблены леса Пекинского округа (оставалось 3 %). В 1981 году лесистость Китая упала до минимума, измеряясь 12 % от площади страны и 115 млн га покрытой территории. В отдельных провинциях леса сокращались вплоть до конца 1990-х годов.
Первые лесовосстановительные работы начались в 1950-х годах, но перелома удалось достичь только несколько десятилетий спустя. Лесистость Китая возросла до 23 %, а занимаемая площадь увеличилась до 220 млн га в 2018 году по итогам девятой национальной инвентаризации лесов. Запасы древесины достигли 17,56 млрд м³. Ныне 41 % Пекина занят деревьями и кустарниками (2014 год). Облысевшие в прошлом горы вновь покрываются молодыми лесами. Сейчас леса продвигаются в пустыни и отвоёвывают землю у сельского хозяйства. Рост достигается, в основном, за счёт создания плантаций. На них приходится 79,5 млн га.  Лесопосадки экономически ценных культур вторгаются в пределы дикой природы. Чтобы её сохранить, с 2016 года запретили коммерческие рубки в натуральных лесах.
Леса Китая поглощают 40 млн тонн атмосферных загрязнений в год, сохраняют воду и плодородие почв, защищают от эрозии. 
Несмотря на промежуточные успехи, Китай по-прежнему беден лесными ресурсами, особенно в расчёте на душу населения. На эту страну приходится 43 % глобального импорта круглого леса (данные 2018 года). Продукты деревообработки насыщают внутренний рынок и экспортируются в другие страны.

## Биоразнообразие
См. также: Флора Китая

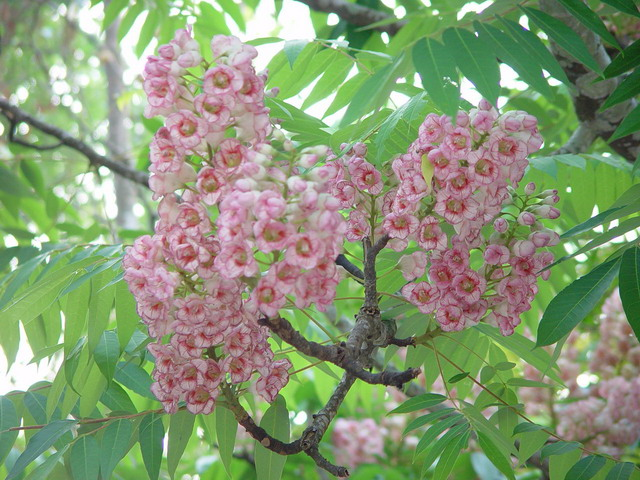
Бретшнейдера

В китайском «музее растений» дожили до наших дней такие древние обитатели, как саговник, гинкго, древовидные папоротники и гнетум. Общее разнообразие сосудистых растений в Китае существенно выше, чем во вместе взятых США и Канаде. 7500 видов приходится непосредственно на дендрофлору. Для понимания того, что кроется за сухими цифрами, достаточно привести несколько примеров. В скобках указано число аборигенных видов. Не все из них общепризнанные. 
- Сосновые: сосна (23), кетелеерия (5), ель (16), пихта (21), тсуга (4), псевдотсуга (3), катайя, кедр, лиственница (9), лжелиственница.
- Кипарисовые: метасеквойя, куннингамия (2), криптомерия, тайвания, глиптостробус, кипарис (5), кипарисовик (2), Fokienia, калоцедрус, туя (2), плосковеточник, можжевельник (21).
- Тисовые и головчатотисовые: тис (3), Pseudotaxus, Amentotaxus (3), торрея (3), головчатотис (6).
- Буковые: бук (4), форманодендрон, каштан (3), кастанопсис (58), дуб (102 с циклобаланопсисом) и литокарпус (123).
- Берёзовые: берёза (32), ольха (10), граб (33), хмелеграб (5), лещина (7) и остриопсис (2).
- Лавровые: Machilus (82), фебе (35), коричник (48), литсея (74),  линдера (38), криптокария (21),  бейлшмидия (39), Dehaasia (3), сассафрас…
- Бобовые: акация (несколько), альбиция (14), гледичия (5), кладрастис (6),  дальбергия (28), эритрина (4), багрянник (5), карагана (66), леспедеца (25), вистерия (4), мукуна (18), баугиния (45)…
- Розовые: вишня (38), лавровишня (13), черёмуха (15), абрикос (10), слива (4), миндаль (10), принсепия (4), яблоня (25), груша (14), эриоботрия (14),  хеномелес (5), ирга (2), рябина (67), фотиния (43)…
- Чайные: камелия (97), стюартия (15), Schima (13), Polyspora (6), Pyrenaria (13), Apterosperma.
- Сапиндовые: конский каштан (2), клён (96), личи, Dimocarpus (4), кёльрейтерия (3), ксантоцерас, мыльное дерево (4), пометия перистая…

В Китае растёт около ста видов магнолиевых, находятся мировые центры разнообразия рододендрона (571) и винограда (36). Страна богата эндемиками, отсюда происходят гибискус сирийский, понцирус, химонант скороспелый…

## Регионы
Китайские учёные выделяют несколько растительных регионов. Некоторые исследователи обозначают их как зоны. Леса и кустарниковые заросли можно найти во всех из них.

### Регион холодно-умеренных хвойных лесов

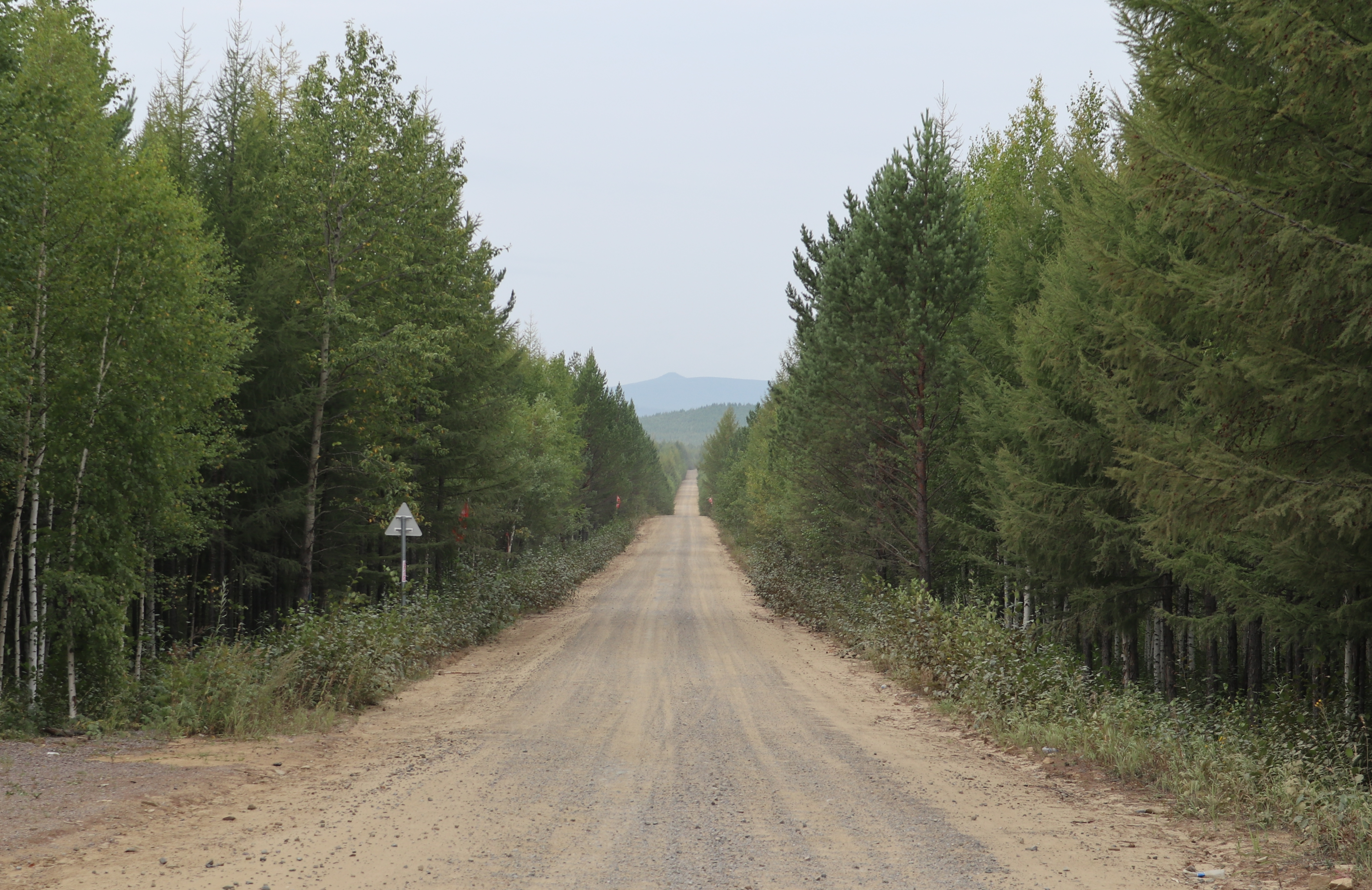
Мохэ — самый север Китая

Полное название выглядит так: регион холодно-умеренных игольчатых лесов с опадающей хвоей. Расположен он между Забайкальским краем и Амурской областью. Территориально совпадает с ландшафтными зонами тайги и подтайги. Регион наполняют леса, относящиеся к чернично-еловому классу (Vaccinio-Piceetea) бореальной растительности. Растительность зоны неморальных лесов второстепенна в подтайге. В тайге она отсутствует или редка. 
Главное дерево — это лиственница Гмелина. Леса образуют ещё несколько видов: сосна обыкновенная, ель корейская, берёза плосколистная (белая) и берёза даурская (чёрная). В нижних ярусах распространены виды, имеющие обширные природные ареалы: спирея средняя, брусника, голубика и багульник болотный. По берегам рек растут ивовые: ива Шверина, чозения, тополь душистый…

### Регион умеренных смешанных лесов
Охватывает территорию от западных предгорий Малого Хингана и Маньчжуро-Корейских гор до границы с российским Приморьем и КНДР. Бореальные хвойные леса поднимаются в среднегорья. Доминантом становится ель аянская, а её спутником — пихта белокорая. Вторичные леса образованы лиственницей Гмелина, берёзой плосколистной и осиной. В низкогорьях растут смешанные и широколиственные леса, среди которых размещены хвойные плантации. Дубравы с берёзой даурской являются потенциально коренными для лесостепного экотона и вторичными для мест с хорошим увлажнением.
| Растительная зона | Класс зональной растительности        | Диагностические виды класса и подчинённых синтаксонов                                                                                       |
| ----------------- | ------------------------------------- | --- |
| Неморальная       | Quercetea mongolicae                  | Корейский кедр, пихта цельнолистная, дуб монгольский, липа амурская, берёза ребристая, ясень маньчжурский, вяз японский, орех маньчжурский… |
| Неморальная       | Querco mongolicae-Betuletea davuricae | Дуб монгольский, берёза даурская, абрикос маньчжурский, лещина разнолистная, леспедеца двуцветная, шиповник даурский, лилия пенсильванская… |

В географо-генетической классификации растительности зона неморальных лесов заменена неморальным типом растительности, к которому относятся дальневосточные кедровники и в целом маньчжурская фратрия классов формаций. 

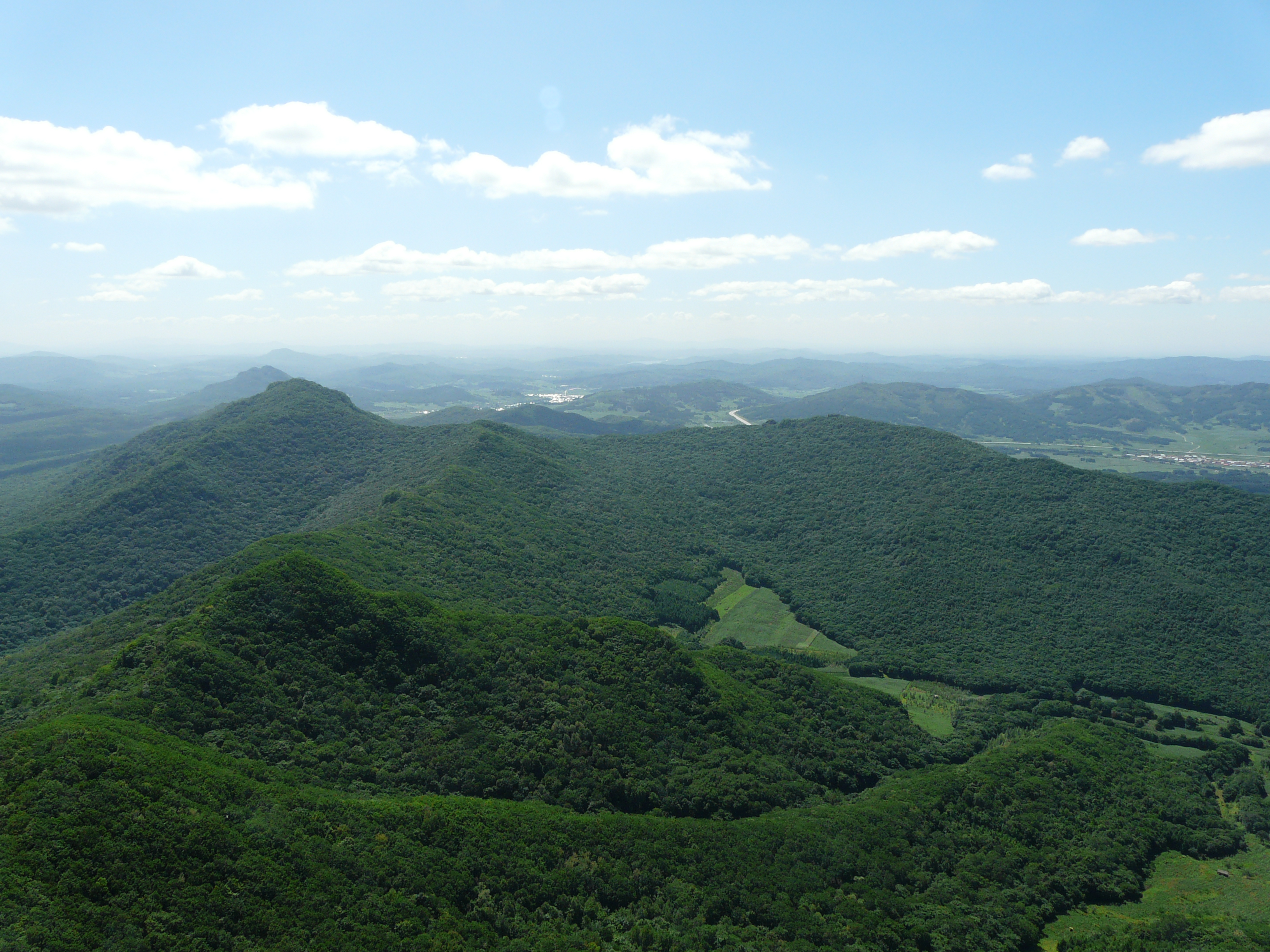
Типовой широколиственный лес Маньчжурии (дуб, липа, клён)
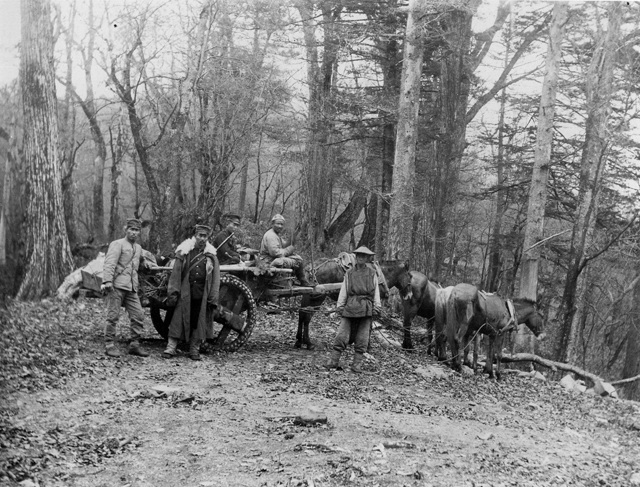
Японское архивное фото у реки Ялу
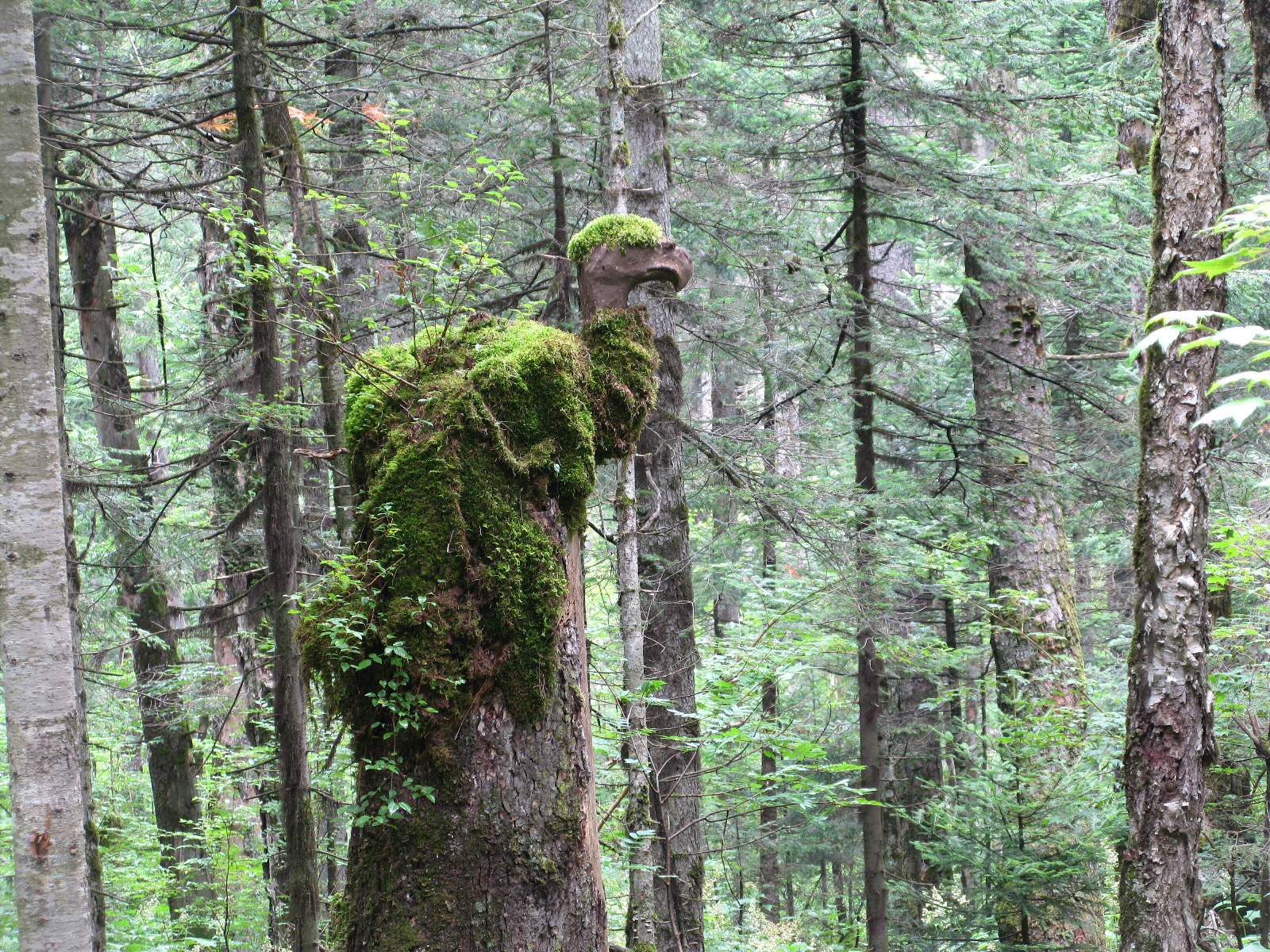
Хвойный лес в заповеднике «Чанбайшань»

### Регион тепло-умеренных листопадных лесов
Протянулся от Пекина и Шэньяна до хребта Циньлин. Здесь сосредоточены китайские виды форзиции, появляется жасмин.
Преимущественно неморальная растительность региона (классы Quercetea variabili-brevipetiolatae и Quercetea mongolicae) подвергается влиянию субтропиков. В низкогорьях доминируют колючие дубы из подрода Cerris: дуб изменчивый, дуб острейший и Quercus baronii. В их свиту входят фисташка китайская, кёльрейтерия метельчатая, каркас корейский и платикария. К скалам жмутся сосна китайская и можжевельник формозский. Группа, состоящая из сосны Бунге, плосковеточника и птероцелтиса Татаринова, устойчива к сухим почвам, покрывающим тонким слоем известняки. Помимо распространённых в регионе скумпии кожевенной и витекса (Vitex negundo), встречаются вечнозелёные кустарники, такие как магония Форчуна. Населяющий солнечные склоны айлант засоряет сельскую местность на равнине. В плантациях выращивают аборигенные виды и белую акацию.
В среднегорьях преобладают дубы с привычной формой листьев: Quercus aliena и дуб монгольский (ляодунский). Дубам сопутствуют виды липы и каштана, под ними — клён, граб, кизил, лаковое дерево, катальпа и шелковица. Для подлеска характерны лещина и линдера туполопастная из семейства лавровые, встречается падуб (Ilex pernyi). Леса распадков содержат в себе орех маньчжурский, лапину, ясень, дзелькву, багрянник японский и говению. Дубы нередко объединяются с соснами китайской и Армана, образуя вариант смешанных лесов. Среди березняков затерялись остатки хвойно-широколиственных лесов из тсуги китайской, сосны Армана, видов пихты, клёна и липы. 
Располагающиеся выше хвойные леса похожи на бореальные. Костяк составляют пихта Фаржа и несколько видов ели, причём ель Мейера устойчива к зимней сухости. Под пихтовыми деревьями выстланы бамбуковые ковры, в которых кормятся большие панды. У горных вершин закрепились субальпийские виды: лапчатка кустарниковая, рододендроны (например Rhododendron capitatum), лиственницы Потанина (китайская) и Гмелина. 

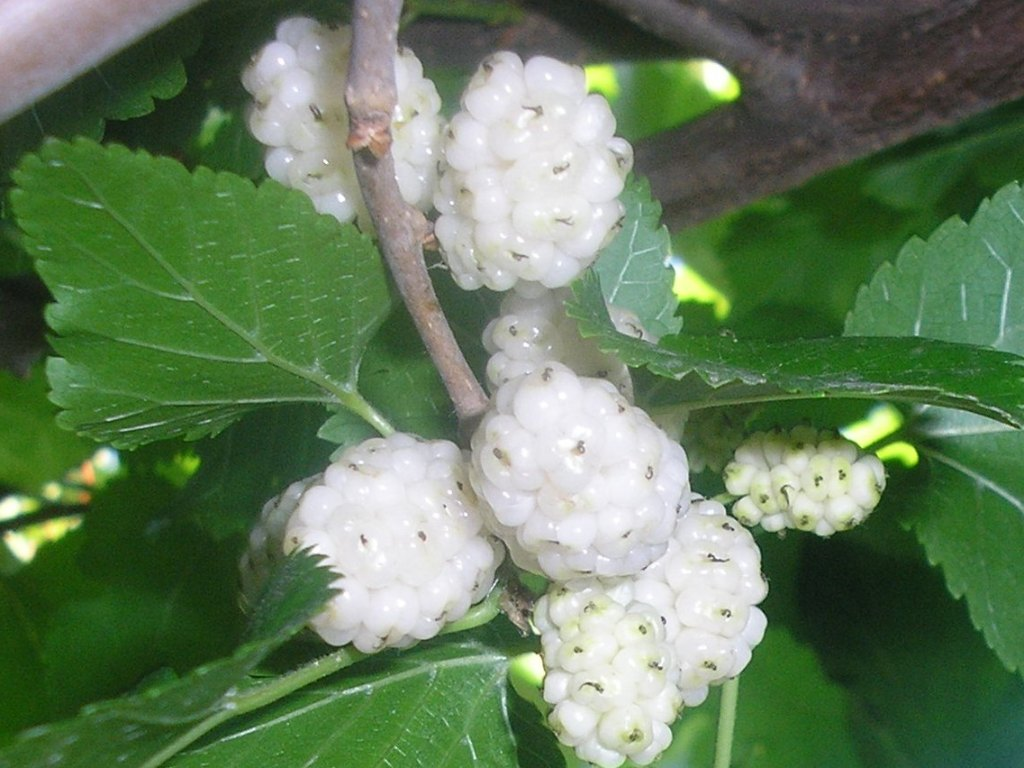
Шелковица белая
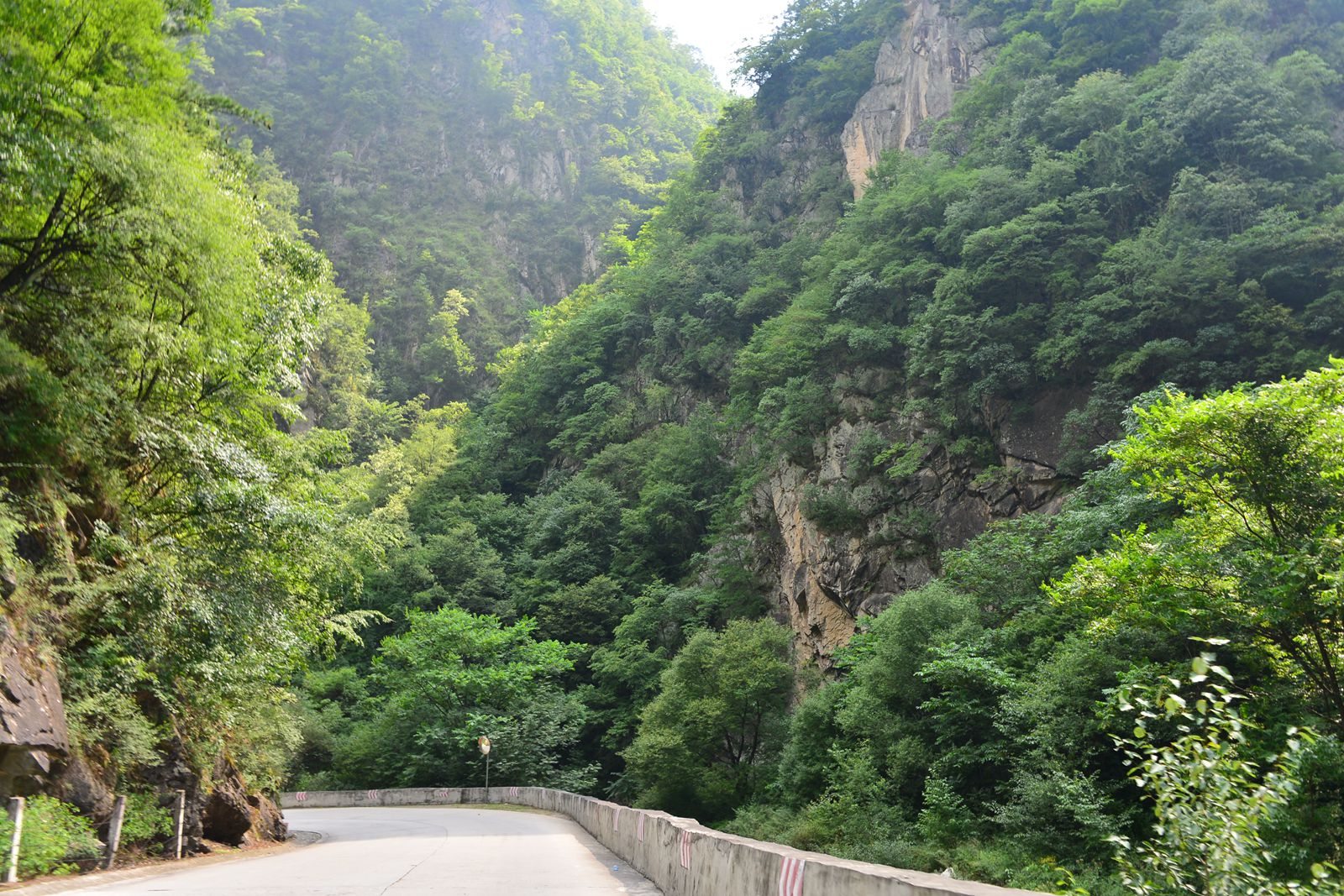
Циньлин
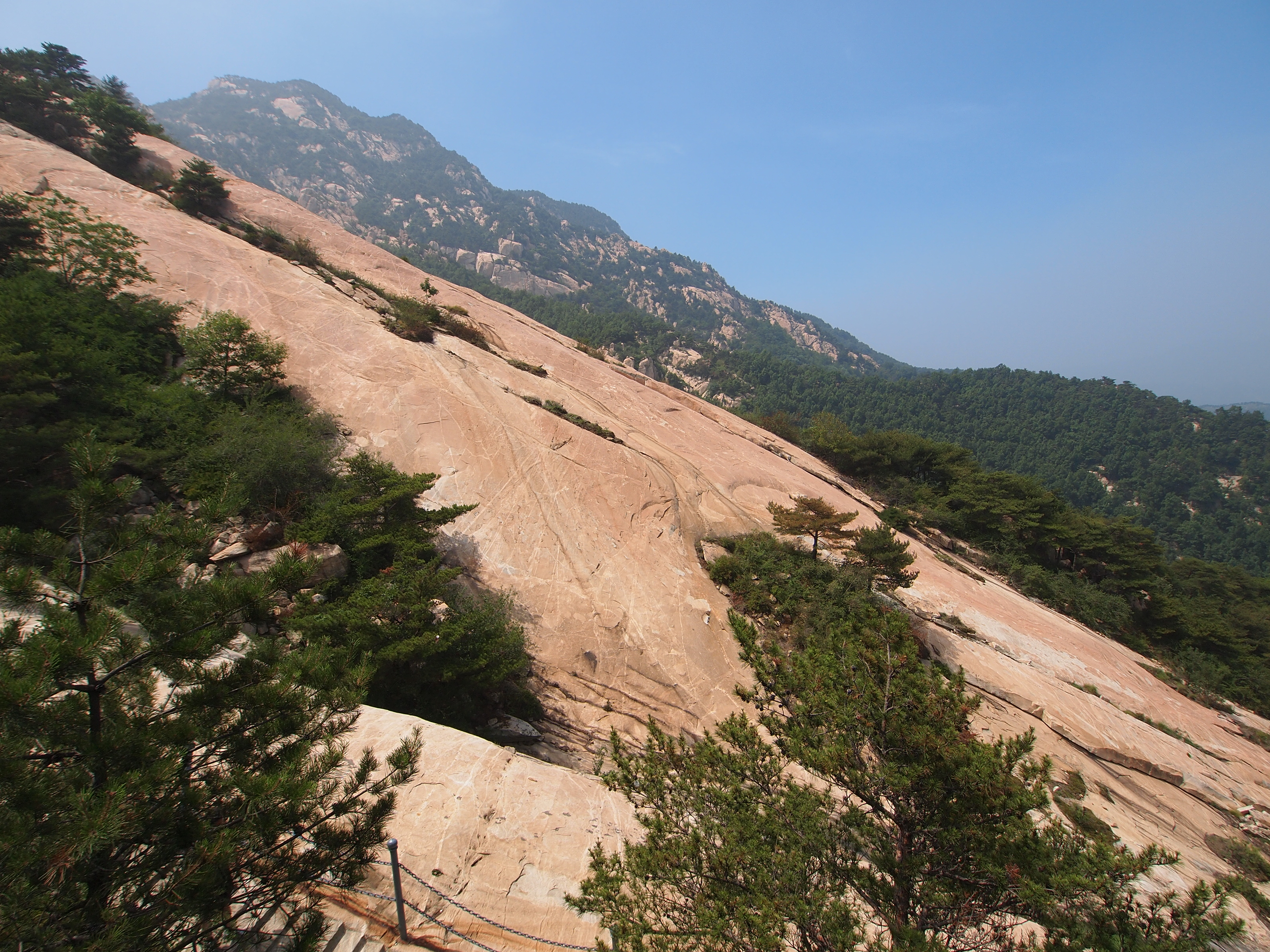
Сосны на скалах

### Регион субтропических вечнозелёных лесов
Восточная граница региона налагается на побережье Тихого океана, западная проходит через Сино-Тибетские горы, северная расположена между хребтами Циньлин и Дабашань, нижняя захватывает на карте Южно-Китайские горы. Субтропическая растительность горных окрестностей Шанхая и Японии относится к одному классу Camellietea japonicae. Выше располагаются буковый (Litseo elongatae-Fagetea sp.) и дубовый (Quercetea variabili-brevipetiolatae) классы. В сухих долинах рек, от Паньчжихуа до тропиков, находятся жаркие полусаванны. Сухие долины разорваны между Цинхай-Тибетским и данным регионом. 
Древесная растительность начинается высоко в горах с зарослей можжевельника, рододендрона, барбариса… Далее, вниз по склонам, идут пихтовые и тсуговые леса.
В смешанных лесах у тсуги китайской появляются новые соседи: кипарисовик туполистный, куннингамия и тайвания; усиливаются позиции тиса, рододендрона и бамбука (в подлеске).  В буковых лесах среднегорий ощутимо присутствие вечнозелёных деревьев (до 25 %). На месте буковых возникают вторичные леса, слагаемые листопадными дубами (Quercus serrata…), с участием каштана Генри и калопанакса. Под их кронами, помимо прочих деревьев, растут мелиосма, стюартия и стиракс. В подлеске распространены гортензия, линдера, калина и небольшой бамбук, например Fargesia, а в травяном покрове встречается хоста. В долинах горных рек удерживаются ореховые, тетрадиум Даниэля и различные клёны, тогда как альтернативные сообщества включают тетрацентрон, багрянник японский, давидию, конский каштан и магнолию (Yulania). Скалы покрыты сосной тайваньской с подлеском из рододендрона, элеутерококка и абелии. 
В таблице разобраны субтропические вечнозелёные леса, занимающие низкогорья и среднегорья. Леса из кастанопсиса располагаются обычно выше лавровых, а леса из вечнозелёных дубов в одном поясе с буковыми лесами, но так бывает не всегда.
| Растения распадков и ущелий                                                           | Растения горных склонов | Растения горных склонов                                                                                   | Растения гребней и скал                            |
| Растения распадков и ущелий                                                           | Группа I | Группа II                                                                                                 | Растения гребней и скал                            |
| ------------------------------------------------------------------------------------- | --- | --- | -------------------------------------------------- |
| Machilus, фебе, коричник, магнолия (михелия), фикус, аукуба, ардизия, перец, бегония… | Кастанопсис, Schima, алтингия, магнолия (манглиетия), камелия, симплокос, элеокарпус, восковница красная, ардизия, кадсура… | Кетелеерия, вечнозелёный дуб, литокарпус, волчелистник, литсея, линдера, эурия, лоропеталум, падуб, плющ… | Сосна, дуб, эурия, питтоспорум, самшит, Distylium… |

Во вторичных лесах низкогорий доминируют сосна Массона и листопадные дубы, среди которых попадаются ликвидамбар формозский, каркас китайский, дальбергия хубэйская и хурма восточная. В них берёза блестящая соприкасается с альбицией ленкоранской, павловнией и мелией азедарах. В плантациях культивируют хвойные породы, эвкалипт, тунг и высокостебельный бамбук из рода филлостахис.
В полусаваннах преобладают саванные травы: гетеропогон, гречка, цимбопогон… По травянистым просторам разбросаны редколесья тропических деревьев. Картину дополняют заросли фисташки, витекса и зизифуса. Есть в полусаваннах и пара суккулентов: молочай Ройля, одичавшая опунция.

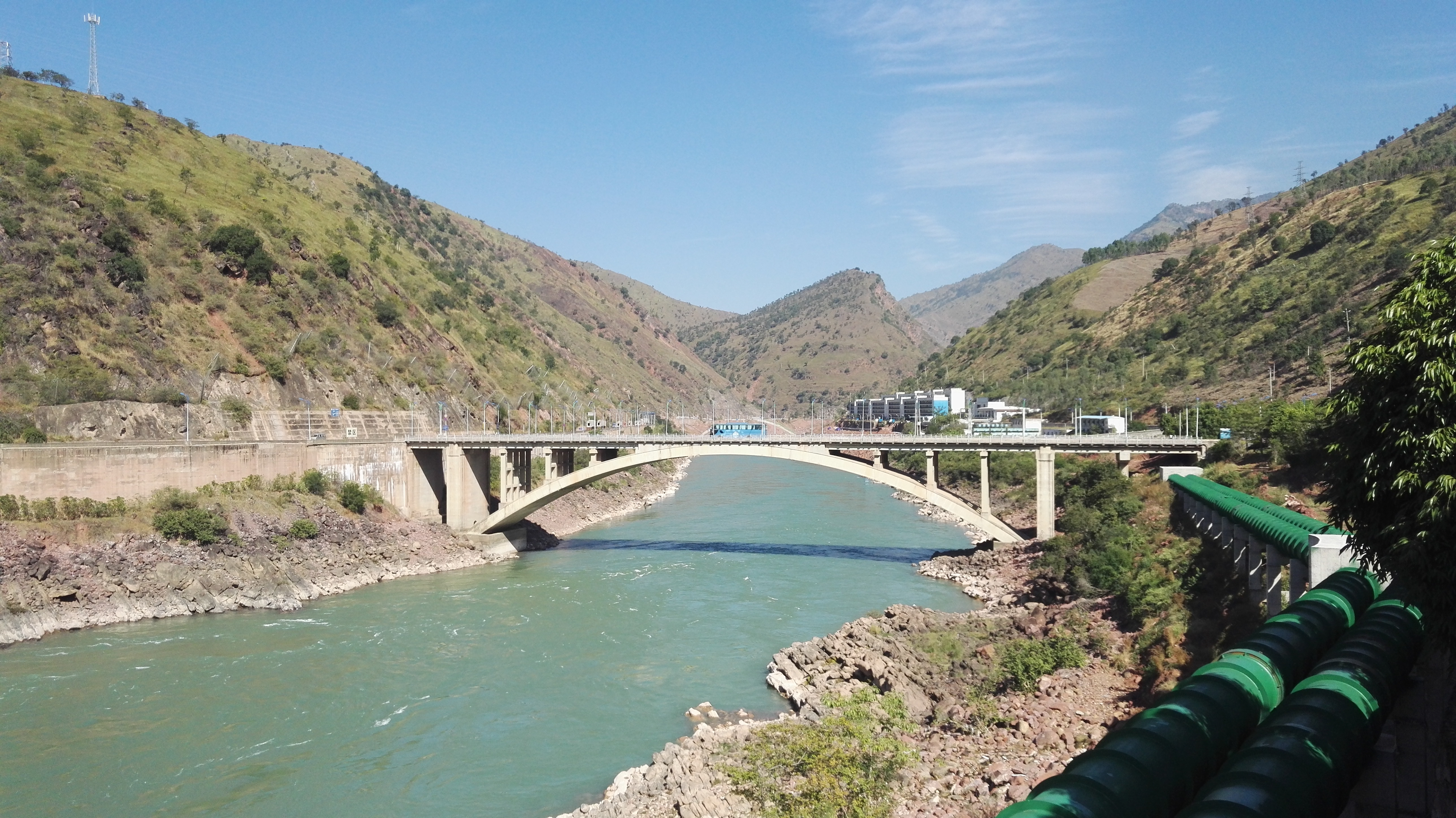
Северная граница полусаванн в долине Янцзы
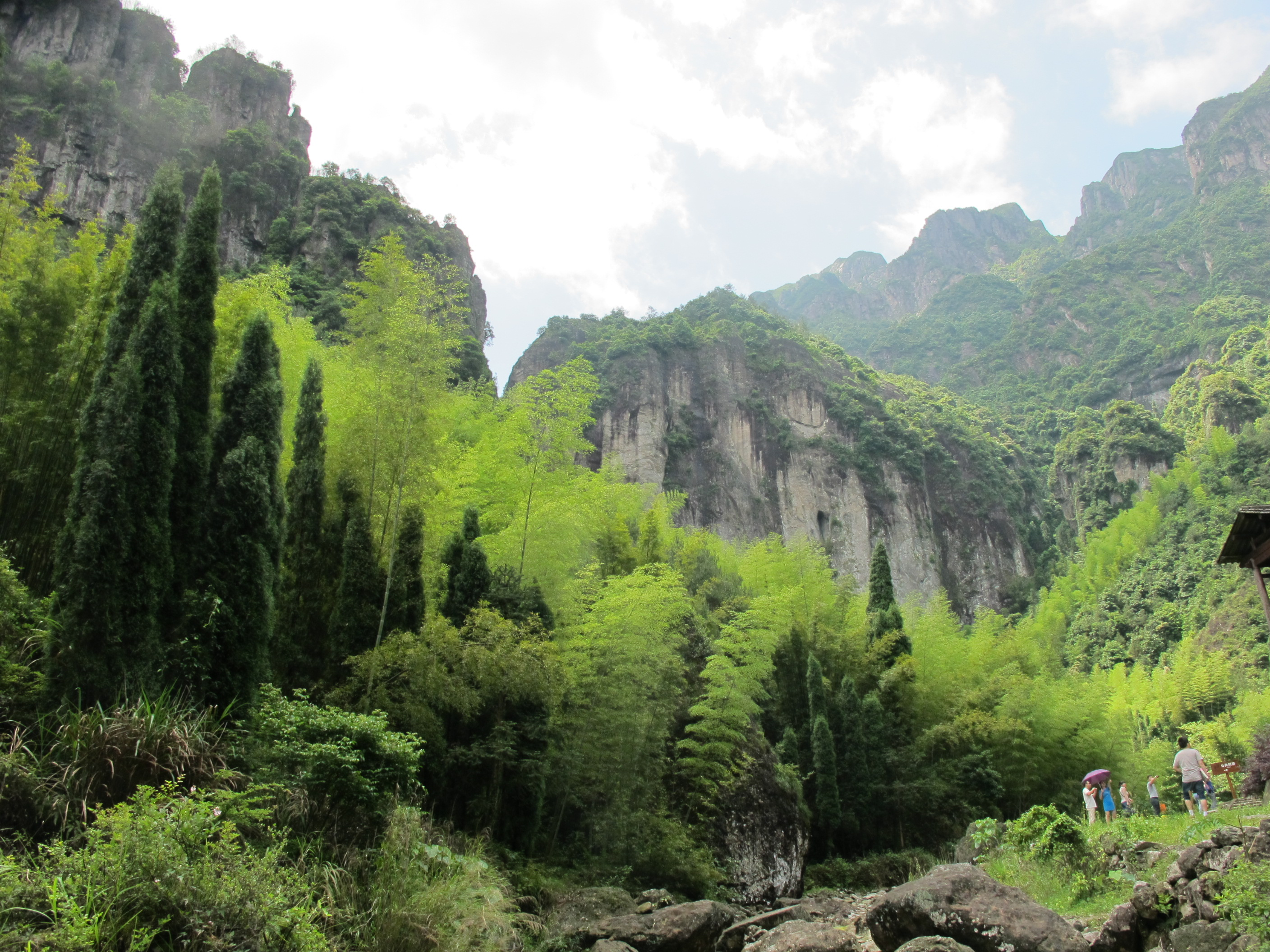
Культурная растительность провинции Чжэцзян
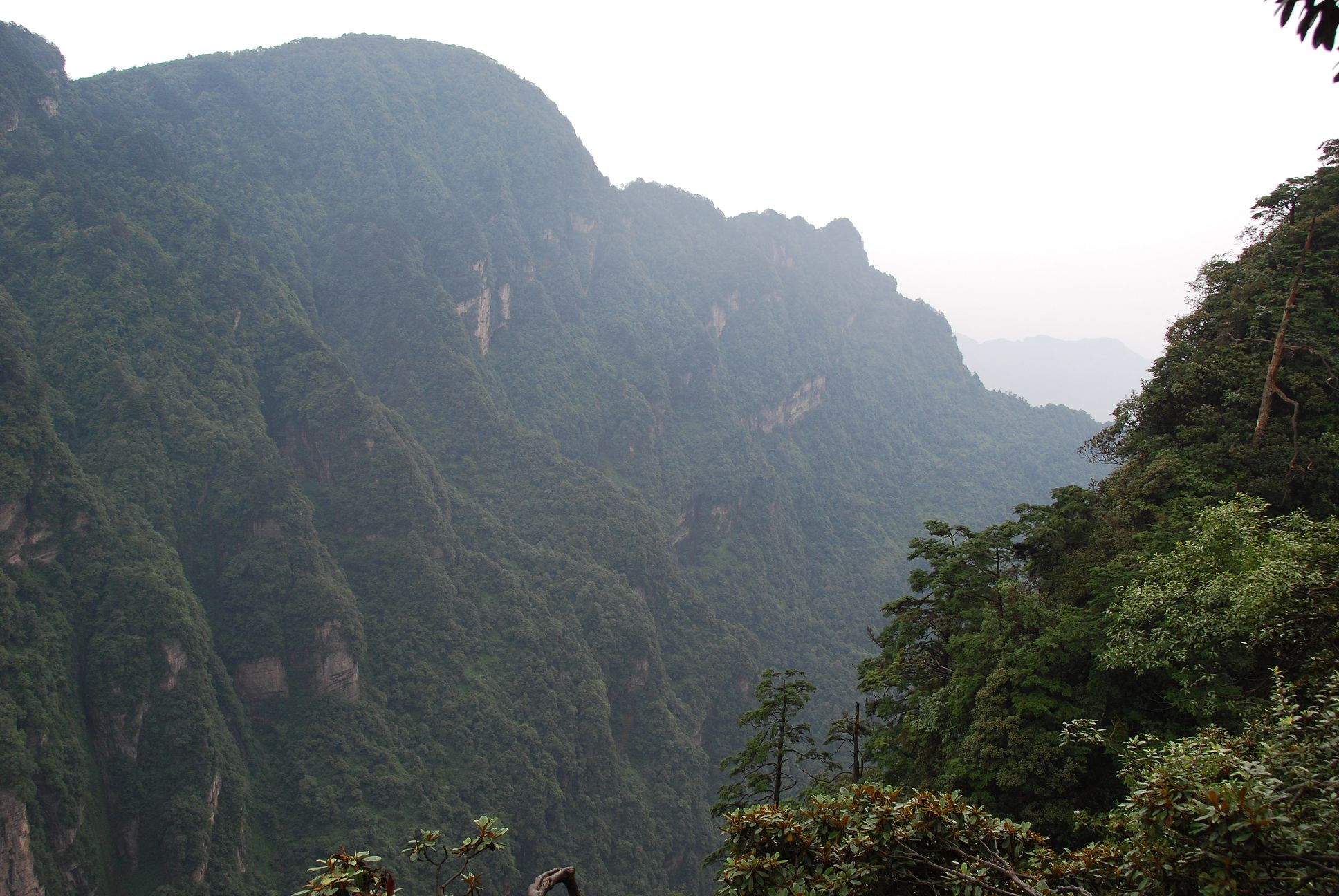
Дикие леса Эмэйшаня

### Регион тропических муссонных и дождевых лесов
В этот регион включён весь Хайнань, юг Юньнани и Тайваня, побережье Гуанси и Гуандуна, а также большой каньон Ярлунг Цангпо (Брахмапутры) на юго-восточной окраине Тибета.
В горах над тропической располагается субтропическая по своему характеру, уже описанная в статье растительность, которая претерпевает некоторые изменения. Стоит отметить концентрацию древовидных папоротников (циатеи) во влажных биотопах, тогда как маслина тяготеет к сухим. В низкогорных лесах, часть которых является тропическо-субтропическим экотоном, выделяются хвойные деревья из семейства подокарповых (дакрикарпус, дакридиум), а также канариум и шеффлера. Осколки местных тропических лесов теперь окружены плантациями эвкалипта и гевеи бразильской. Уничтожение лесов приводит их к замещению вторичными саваннами.
| Растения тропических дождевых лесов                                                      | Растения тропических сезонно-дождевых лесов                                                                       | Растения тропических сезонно-дождевых лесов                                                             | Растения тропических муссонных лесов                                                                            |
| Растения тропических дождевых лесов                                                      | Вечнозелёных | Полувечнозелёных                                                                                        | Растения тропических муссонных лесов                                                                            |
| ---------------------------------------------------------------------------------------- | --- | --- | --- |
| Vatica, Hopea, эритьера, личи, криптокария, хурма, пальмы ликуала и Pinanga, рафидофора… | Parashorea, Pometia, фикус, артокарпус, анчар, манго, путерия, баккорея, сизигиум, гарциния, финик, банан, перец… | Терминалия, Bombax ceiba, кротон, дальбергия, Lannea, момбин, маллотус, драцена, гетеропогон, императа… | Bombax ceiba, альбиция, эритрина, лапина, чукразия, Lannea, эмблика, лагерстрёмия, гревия, паслён, гетеропогон… |

Вдоль рек растут непроходимые бамбуковые леса (Dendrocalamus). Для морского побережья естественны Barringtonia racemosa, пандан, цербера; выращивается кокосовая пальма.  Мангры выживают в опреснённой воде морских заливов, состоят из бругиеры, люмнитцеры, нипы и соннератии. Канделия продвинулась на север дальше других мангровых растений.

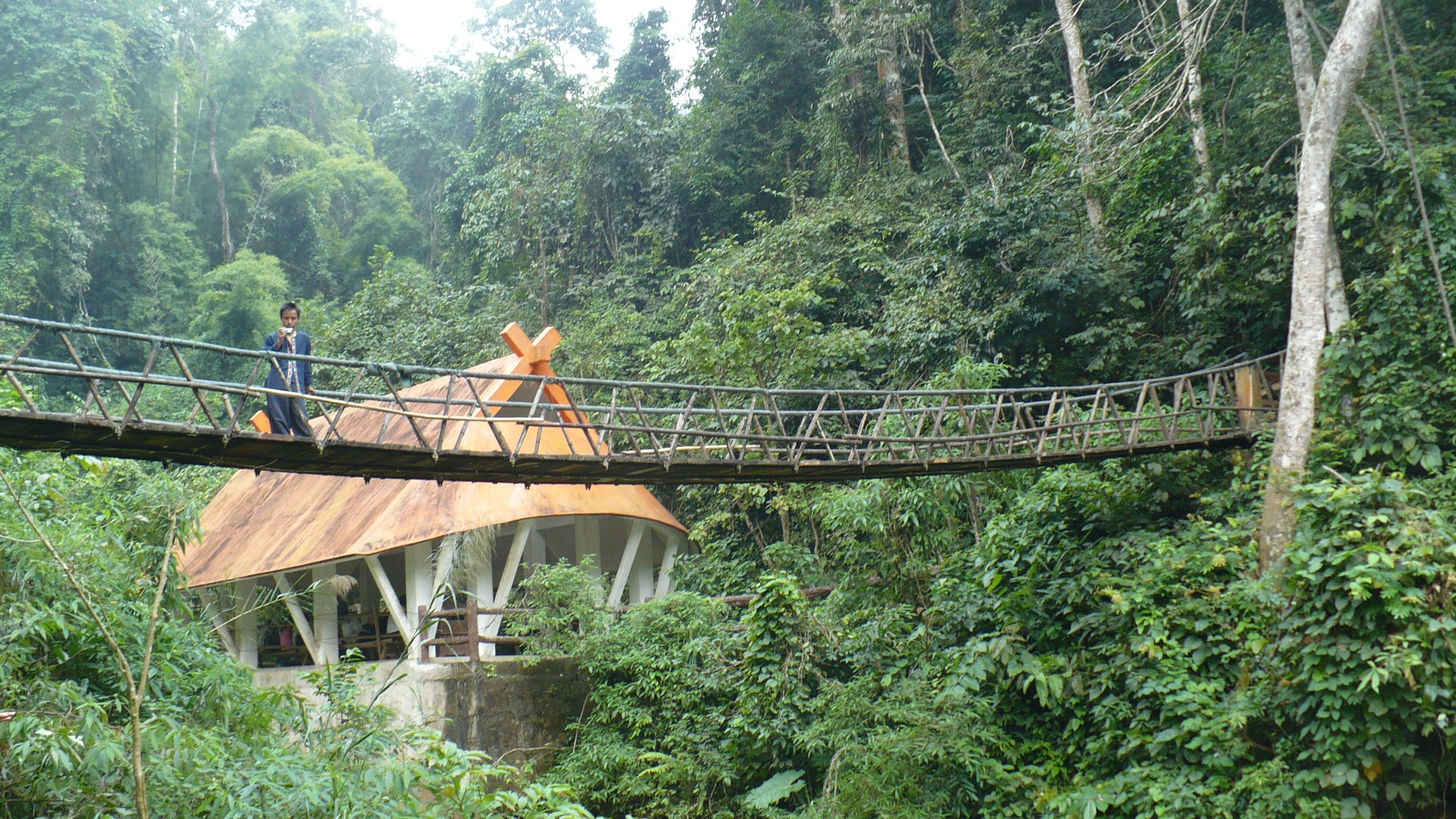
Тропический лес Сишуанбаньна
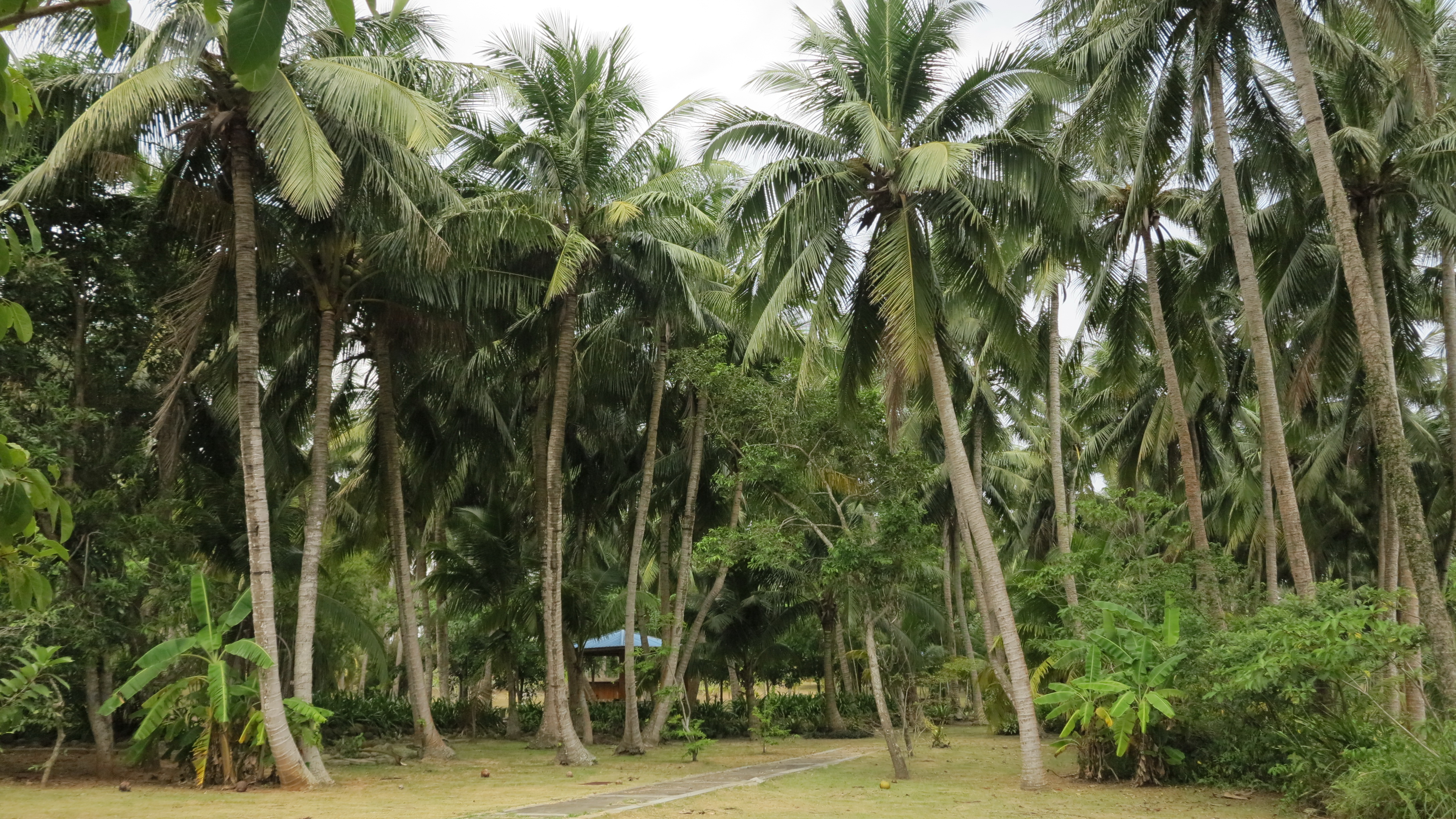
Кокосовые пальмы на Хайнане
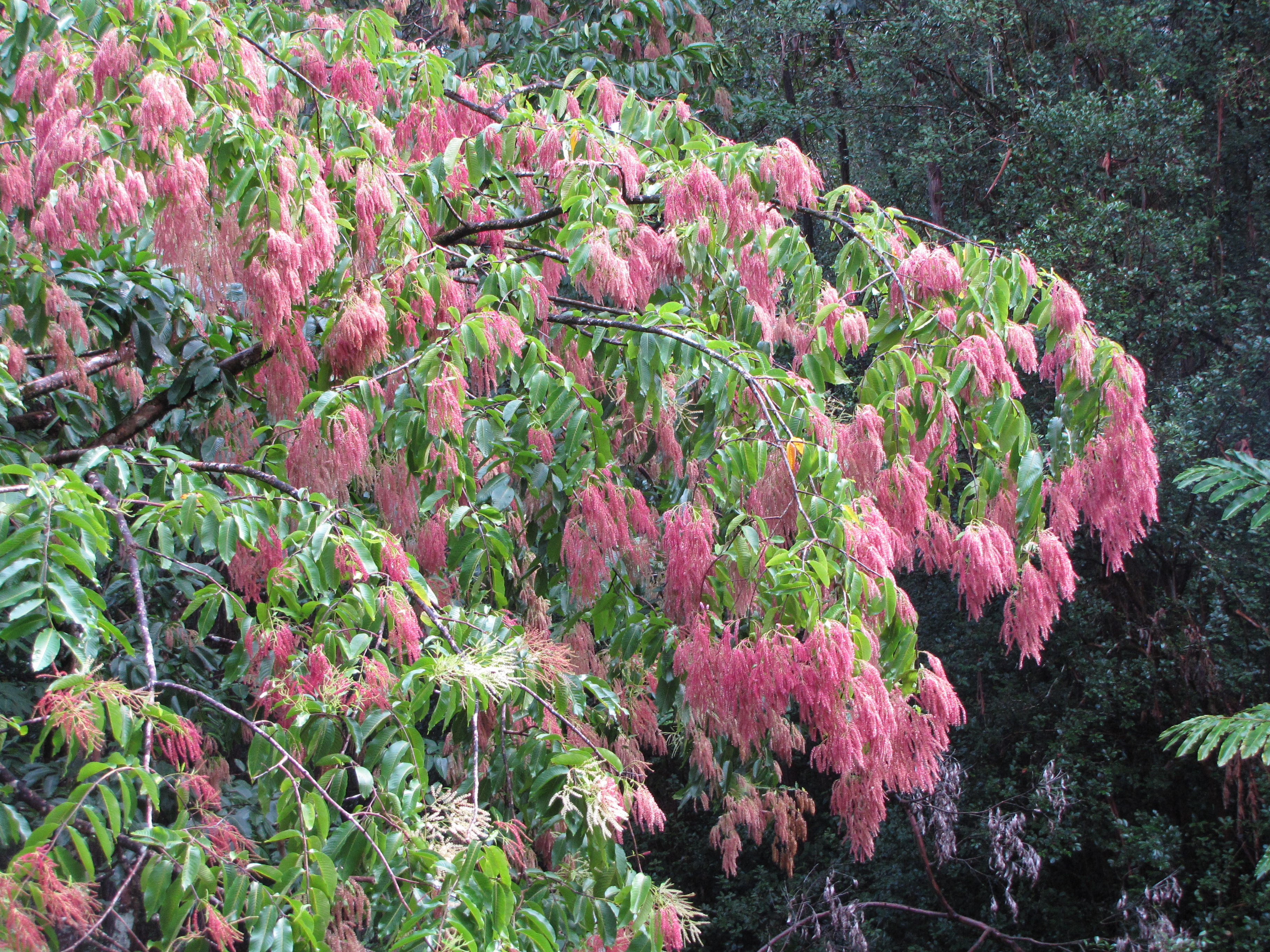
Terminalia myriocarpa

### Регионы умеренных степей, пустынь и тибетских высокогорий
Умеренные степи занимают восток Внутренней Монголии и Лёссовое плато.  На увлажнённых, по сравнению с остальными степями, участках можно увидеть леса, сложенные сосной китайской, дубом монгольским, берёзой плосколистной и осиной. Перечисленным деревьям сопутствуют клён Гиннала, сирень широколистная, вишня войлочная, роза Ксантина и софора (Sophora vicifolia). Кроме того, попадается гемиптелея Давида. Для степных солончаков обычны кусты селитрянки. По берегам рек высадили в водоохранных целях местные виды: иву вавилонскую (Матсуды), тополь Симона и карагач. 
Регион умеренных пустынь находится в Синьцзяне и на западе Внутренней Монголии. Горные леса Алтая состоят из таёжных видов: кедра сибирского, ели сибирской, пихты сибирской и лиственницы сибирской. Им сопутствуют осина и берёза повислая. К лесам примыкают кусты жимолости, караганы, сибирки алтайской и смородины.  От субальпийских лугов Тянь-Шаня спускаются вниз по северным склонам хвойные леса, в которых господствует ель Шренка, а в их подлеске — рябина и кизильник. На солнечных склонах, между лугами и темнохвойными лесами вклиниваются арчёвники, представленные можжевельником ложноказацким (туркестанским). Среднегорьям свойственны облепиха, кусты шиповника и караганы. В горных долинах растут плодовые леса, сформированные абрикосом обыкновенным, яблоней Сиверса и боярышником. Ниже 1500 м степи переходят в пустыни, к которым адаптированы несколько древесных пород: саксаул, гребенщик (на солончаках), парнолистник и хвойник. В тугаях пустынных рек много тополя евфратского, здесь же прописана формация лоха узколистного. 
Высокогорья на востоке Цинхай-Тибетского альпийского региона приютили хвойные леса из пихты, ели и лиственницы, которые на солнечных склонах частично замещаются склерофильными вечнозелёными дубняками (Quercus aquifolioides…) и выше — субальпийскими зарослями можжевельника и рододендрона. Сухие долины покрыты можжевелово-еловыми лесостепями, реже сообществами кипариса с подлеском из древовидных пионов. В открытых зарослях обнаружены карагана, софора, барбарис. Юго-восточнее уменьшается высота долин. Дующие в них фёны обогревают фисташку, эксцекарию, зантоксилум и баугинию. В обращённых к Индийскому океану верховьях горных рек, на границе с Непалом, сохранился грецкий орех в сообществах с вечнозелёными дубами, сосной Валлиха, клёнами и ольхой непальской. Выше растут тсуга гималайская, ель шиповатая, пихта и рододендроны.

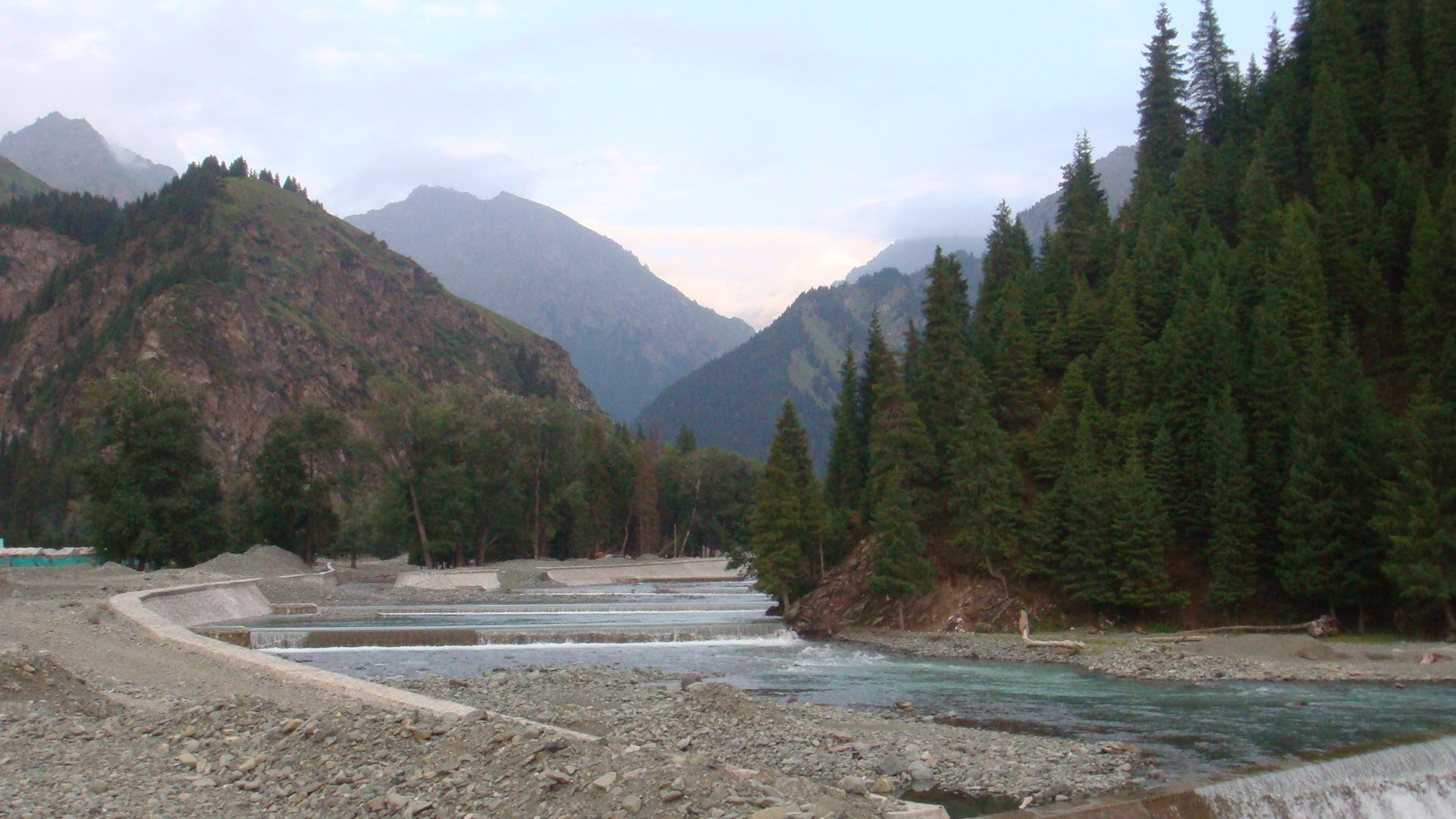
Леса Тянь-Шаня, Урумчи
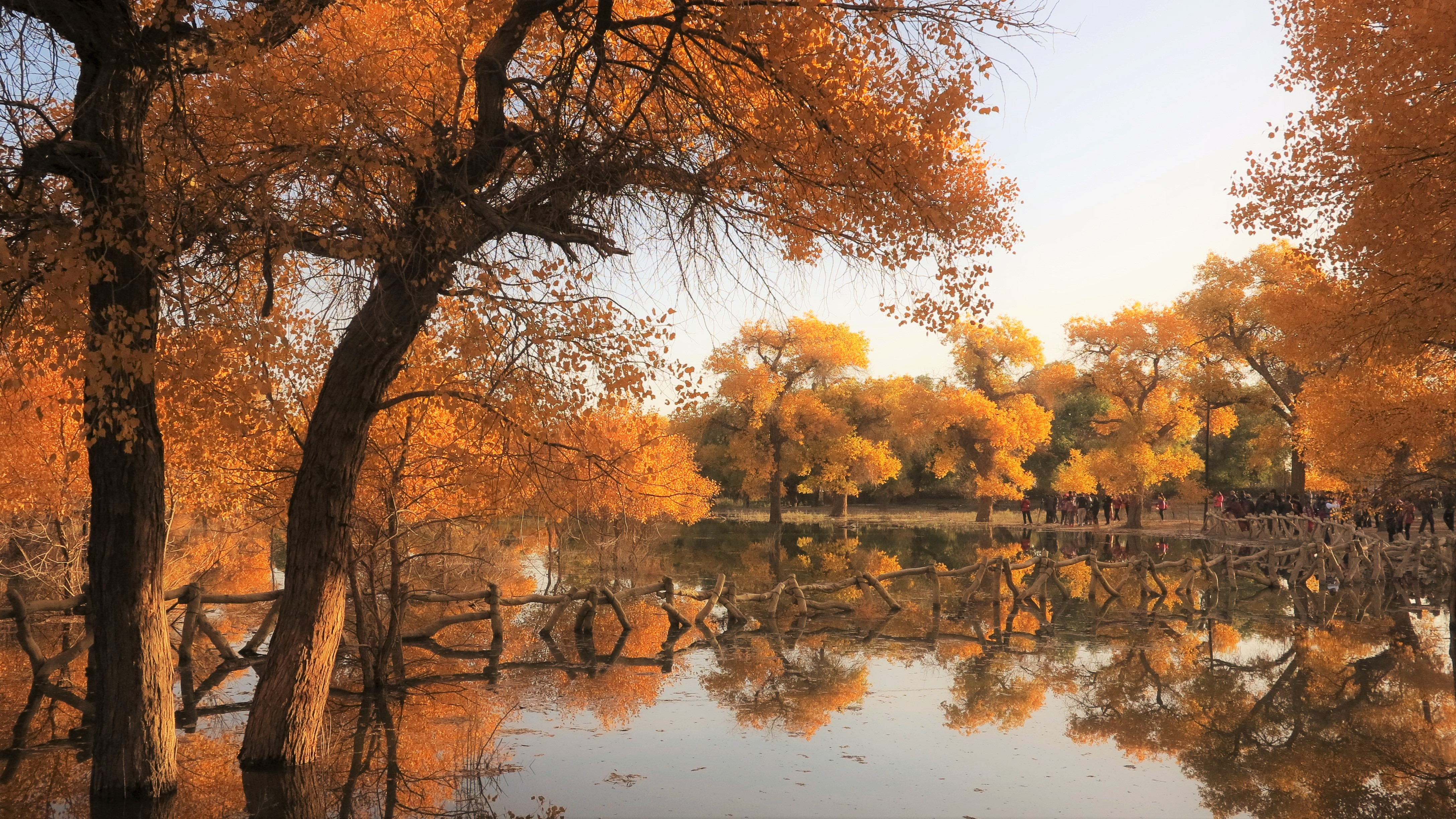
Тополь евфратский на берегах Эдзин-Гол в пустыне Гоби
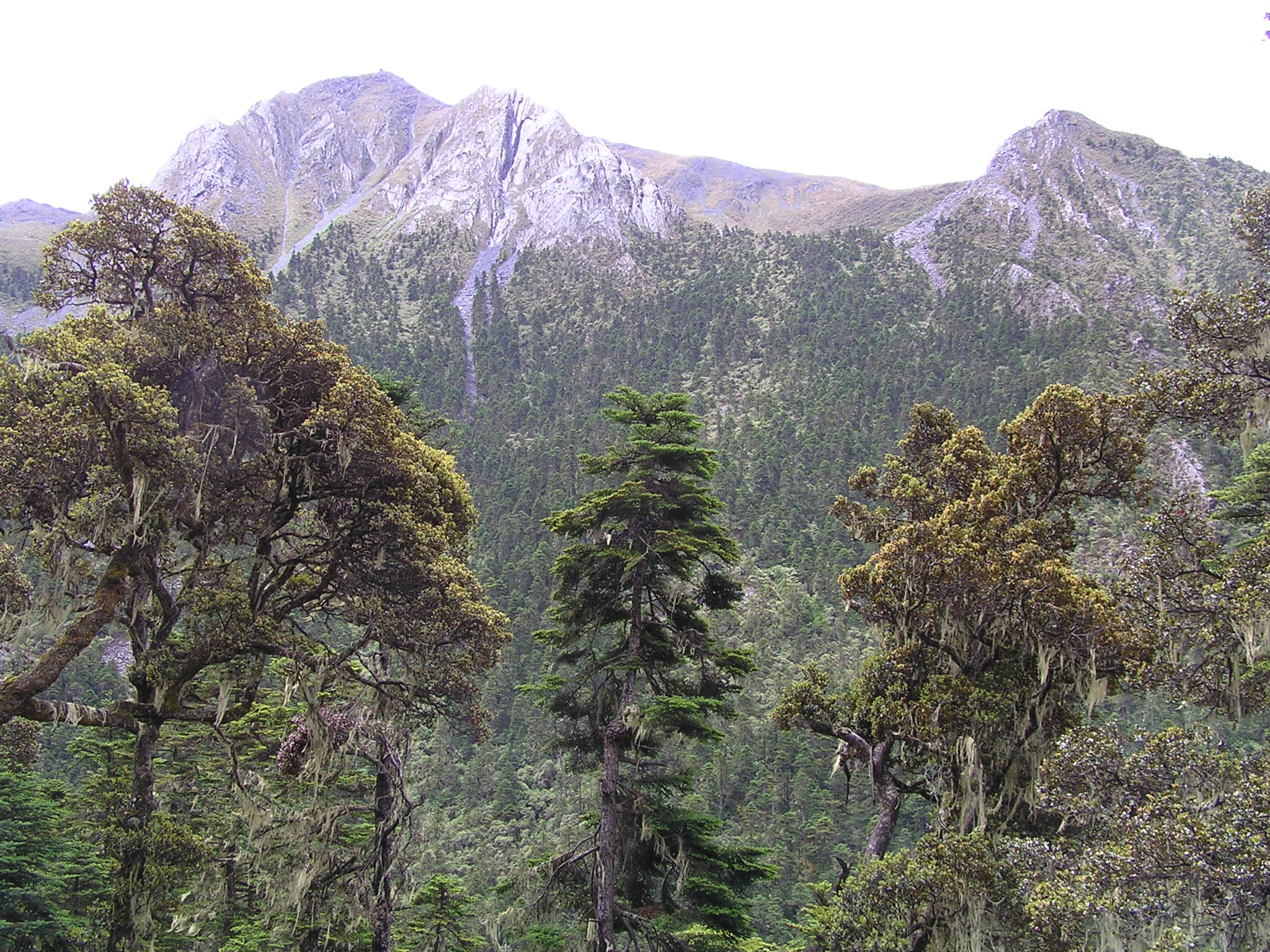
Шангри-Ла

## Экологические программы
Череда стихийных бедствий вынудила Китай запустить в 1999 году программу «Зерно в обмен на зелень», нацеленную на борьбу с эрозией в горах. Программой предусмотрено превращение сельскохозяйственных земель на склонах в лесные угодья. Участвующие в программе фермеры получили право распоряжаться лесами на своих территориях. Им выплачивается денежная компенсация за потерянный от сельского хозяйства доход, продолжительность которой зависит от экономического или экологического предназначения деревьев. Так как они не требуют постоянного ухода, то у фермеров высвободилось время для работы в городах. Недостатком программы стало засилье монокультур в плантациях, что вредит биоразнообразию и снижает экологическую устойчивость насаждений, а сами плантации мешают восстановлению натуральных лесов.
Мобильное приложение Ant Forest удостоилось награды ООН "Чемпионы Земли" за привлечение пользователей Alipay к посадке более 120 млн деревьев в подверженных опустыниванию районах Китая.